# Шабан, Мухаммад
Мухаммад Шабан (англ. Muhammad Shaban; 11 января 1998) — угандийский футболист, нападающий клуба «Вайперс» и сборной Уганды.

## Клубная карьера
Мухаммад начал карьеру в клубе «Ондупарака», в составе которого в 2016 году стал лучшим футболистом Уганды. В 2017 перешёл в «Кампала Сити Коунсил», с которым подписал трёхлетний контракт. Спустя месяц нападающий отметился первым забитым мячом.
7 марта 2018 провёл первую игру в Лиге чемпионов КАФ против эфиопского клуба «Сент-Джордж». 17 марта, в ответной игре с эфиопской командой, отметился первым забитым мячом.
Летом 2018 после неудачных переговоров с «Орландо Пайретс», перешёл в марокканский клуб «Раджа». 11 ноября 2018 Шабан провёл первую игру в новом клубе. 31 июля 2019 года покинул клуб.

## Карьера в сборной
8 ноября 2016 года дебютировал в составе сборной Уганды в товарищеском матче со сборной Замбии. 
Лучший бомбардир чемпионата КОСАФА для игроков до 20 лет, который состоялся в 2017 году.
4 января 2017 года Мухаммад был включён в окончательную заявку для участия в Кубке африканских наций 2017. На турнире в Габоне Шабан принял участие в двух матчах своей сборной, которая вылетела после группового этапа.

## Достижения
«Кампала Сити Коунсил»
- Чемпион Уганды (1): 2017/18